# Pygocentrus piraya
Pygocentrus piraya (piraya, от местен език) или още позната като пираня пирая, пираня от Сао Франсиско, черноопашата пираня, кралска – императорска пираня и човекоядна пираня, е вид пираня от род Pygocentrus. Видът е незастрашен.

## Разпространение
Този вид пираня е разпространен в реките Сао Франсиско,Дас Велас и Гранде в Бразилия. Има интрудуцирана популация в извора Педро до Кавало, в река Парагуасу. Бил е забелязван в главни речни канали, притоци, езера от наводнения и големи водни резервоари, формирани от язовири.

## Описание
Рибата стига до 50 сантиметра дължина, което я прави най – голямата пираня от род Pygocentrus. Корема ѝ е оранжево – жълт, очите са сребристи а перките и са лъчесто – влакнести и с голямо съдържание на мастна тъкан. Както и другите пирани, пирая е с овално – кръгла форма и изпъстрена с бели петна, за сливане с осветената вода. Челюстите ѝ са много мощни, като долната осигурява натиска и задържа плячката в устата на хищника. Зъбите ѝ са конусовидни и заострени, както за задържане, така ѝ за разрязване и разкъсване на плячката. Женските са по големи от мъжките, като мъжките достигат едва 35 сантиметра. Женските са и по – агресивни.

## Хранене
Тези риби са всеядни, както повечето пирани -- храни се с живи риби от различни видове, водни безгръбначни, червеи, раци и ранени животни. Храни се също с различни плодове, семена и ядки. Въпреки името си, тази пираня рядко напада хора и няма нито един документиран случай на смърт при човек от нападение на дива пираня. Редките нападения са над мъже, къпещи се или ловящи риба в реката, мислейки члена им за червей или по – малки риби. Понякога хапят перките на видове по – големи от тях и откъсват парчета месо. Хранят се също с люспите, паднали от други от други риби.
Тя рядко би нападнала здраво животно, освен ако храната не е оскъдна. Обикновено ловуват сами, поради големината си и агресивността на женските индивиди. Ако храната е в недостиг могат да прибегнат и до канибализъм. Известни са също с факта, че оглозгват плячката до кокал, без да оставят и едно парченце месо.
Тези пирани регулират популацията на много видове речни риби.

## Размножаване
Смята се, че се размножават два пъти в годината. Единият път е в началото на дъждовният сезон, а вторият – в края му. Отлагат хайвера си по водораслите и водната растителност.

## Свързани страници
- Пирани
- Черна петниста пираня
- Червена пираня